# Carlos Torres (arbitre)
Pour les articles homonymes, voir Carlos Torres.
Carlos Manuel Torres (né le 27 janvier 1970) est un arbitre paraguayen de football, qui est international depuis 1998.

## Carrière
Il a officié dans des compétitions majeures : 
- JO 2004 (3 matchs)
- Copa América 2007 (1 match)